# Saint-Louis (Québec)
Saint-Louis è un comune del Canada, situato nella provincia del Québec, nella regione di Montérégie.